# Lijst van voetbalinterlands San Marino - Schotland
Deze lijst van voetbalinterlands is een overzicht van alle officiële voetbalwedstrijden tussen de nationale teams van San Marino en Schotland. De landen speelden tot op heden acht keer tegen elkaar. De eerste ontmoeting, een kwalificatiewedstrijd voor het Europees kampioenschap voetbal 1992, werd gespeeld in Serravalle op 1 mei 1991. Het laatste duel, een kwalificatiewedstrijd voor het Europees kampioenschap voetbal 2020, vond plaats op 13 oktober 2019 in Glasgow.

## Wedstrijden
| № | Plaats     | Datum            | Competitie           | Wedstrijd              | Uitslag |
| - | ---------- | ---------------- | -------------------- | ---------------------- | ------- |
| 1 | Serravalle | 1 mei 1991       | EK 1992 kwalificatie | San Marino – Schotland | 0 – 2   |
| 2 | Glasgow    | 13 november 1991 | EK 1992 kwalificatie | Schotland – San Marino | 4 – 0   |
| 3 | Serravalle | 26 april 1995    | EK 1996 kwalificatie | San Marino – Schotland | 0 – 2   |
| 4 | Glasgow    | 15 november 1995 | EK 1996 kwalificatie | Schotland – San Marino | 5 – 0   |
| 5 | Serravalle | 7 oktober 2000   | WK 2002 kwalificatie | San Marino – Schotland | 0 – 2   |
| 6 | Glasgow    | 28 maart 2001    | WK 2002 kwalificatie | Schotland – San Marino | 4 – 0   |
| 7 | Serravalle | 24 maart 2019    | EK 2020 kwalificatie | San Marino – Schotland | 0 – 2   |
| 8 | Glasgow    | 13 oktober 2019  | EK 2020 kwalificatie | Schotland − San Marino | 6 − 0   |

## Samenvatting
| Competitie      | Totaal gespeeld | Winst San Marino | Gelijk | Winst Schotland | Doelsaldo San Marino – Schotland |
| --------------- | --------------- | ---------------- | ------ | --------------- | -------------------------------- |
| WK-kwalificatie | 2               | 0                | 0      | 2               | 0 − 6                            |
| EK-kwalificatie | 6               | 0                | 0      | 6               | 0 − 21                           |
| Totaal          | 8               | 0                | 0      | 8               | 0 − 27                           |

## Details

### Eerste ontmoeting
| EK 1992 kwalificatie (Serravalle, San Marino, 1 mei 1991): |       |                                             |
| San Marino                                                 | 0 – 2 | Schotland                                   |
|                                                            | goals | 63' (pen.) Gordon Strachan 66' Gordon Durie |

### Tweede ontmoeting
| EK 1992 kwalificatie (Glasgow, Schotland, 13 november 1991):        |       |            |
| Schotland                                                           | 4 – 0 | San Marino |
| Paul McStay 11' Charles Gough 31' Gordon Durie 37' Ally McCoist 62' | goals |            |

### Derde ontmoeting
| EK 1980 kwalificatie (Serravalle, San Marino, 26 april 1995): |       |                                       |
| San Marino                                                    | 0 – 2 | Schotland                             |
|                                                               | goals | 19' John Collins 88' Colin Calderwood |

### Vierde ontmoeting
| EK 1980 kwalificatie (Glasgow, Schotland, 15 november 1995):                           |       |            |
| Schotland                                                                              | 5 – 0 | San Marino |
| Eoin Jess 30' Scott Booth 45' Ally McCoist 49' Pat Nevin 71' Fabio Francini 90' (e.d.) | goals |            |

### Vijfde ontmoeting
| WK 2002 kwalificatie (Serravalle, San Marino, 7 oktober 2000): |       |                                    |
| San Marino                                                     | 0 – 2 | Schotland                          |
|                                                                | goals | 71' Matt Elliott 73' Don Hutchison |

### Zesde ontmoeting
| WK 2002 kwalificatie (Glasgow, Schotland, 28 maart 2001):           |       |            |
| Schotland                                                           | 4 – 0 | San Marino |
| Colin Hendry 21' Colin Hendry 32' Billy Dodds 33' Colin Cameron 64' | goals |            |

FSGC · A-internationals · Bondscoaches · Statistieken · San Marino U21 · San Marino U19 · San Marino U18 · San Marino U17 · San Marino U16
1986 – 1989 · 1990 – 1999 · 2000 – 2009 · 2010 – 2019 · 2020 – 2029
2000 · 2001 · 2002 · 2003 · 2004 · 2005 · 2006
Albanië · 
Andorra ·
Azerbeidzjan ·
België · 
Bosnië en Herzegovina · 
Bulgarije ·
Canada ·
Cyprus ·
Denemarken ·
Duitsland · 
Engeland · 
Estland · 
Faeröer · 
Finland · 
Gibraltar · 
Griekenland · 
Hongarije · 
Ierland · 
IJsland ·
Israël · 
Italië · 
Kaapverdië ·
Kazachstan ·
Kosovo ·
Kroatië · 
Letland · 
Libanon · 
Liechtenstein · 
Litouwen · 
Luxemburg ·
Malta ·
Moldavië ·
Montenegro ·
Nederland · 
Noord-Ierland · 
Noorwegen ·
Oekraïne ·
Oostenrijk · 
Polen · 
Roemenië · 
Rusland · 
Saint Kitts en Nevis ·
Saint Lucia ·
Schotland · 
Servië en Montenegro · 
Seychellen ·
Slovenië · 
Slowakije · 
Spanje · 
Syrië ·
Tsjechië · 
Turkije · 
Wales · 
Wit-Rusland · 
Zweden · 
Zwitserland
Nederland (2011)
SFA · A-internationals · Selecties · Bondscoaches · Statistieken · Schots vrouwenelftal · Brits olympisch elftal · Schotland U21 · Schotland U20 · Schotland U19 · Schotland U18 · Schotland U17 · Schotland U16 · Vrouwen U17
1872 – 1899 ·
1900 – 1919 ·
1920 – 1929 ·
1930 – 1939 ·
1940 – 1949 ·
1950 – 1959 ·
1960 – 1969 ·
1970 – 1979 ·
1980 – 1989 ·
1990 – 1999 ·
2000 – 2009 ·
2010 – 2019 ·
2020 − 2029
EK's: 1992 ·
1996 ·
2020 ·
2024
WK's: 1954 ·
1958 ·
1974 ·
1978 ·
1982 ·
1986 ·
1990 ·
1998
1872 ·
1873 ·
1874 ·
1875 ·
1876 ·
1877 ·
1878 ·
1878 ·
1879 ·
1880 ·
1881 ·
1882 ·
1883 ·
1884 ·
1885 ·
1886 ·
1887 ·
1888 ·
1889 ·
1890 ·
1891 ·
1892 ·
1893 ·
1894 ·
1895 ·
1896 ·
1897 ·
1898 ·
1899 ·
1900 ·
1901 ·
1902 ·
1903 ·
1904 ·
1905 ·
1906 ·
1907 ·
1908 ·
1909 ·
1910 ·
1911 ·
1912 ·
1913 ·
1914 ·
1915–1919 ·
1920 ·
1921 ·
1922 ·
1923 ·
1924 ·
1925 ·
1926 ·
1927 ·
1928 ·
1929 ·
1930 ·
1931 ·
1932 ·
1933 ·
1934 ·
1935 ·
1936 ·
1937 ·
1938 ·
1939 ·
1940–1945 ·
1946 ·
1947 ·
1948 ·
1949 ·
1950 ·
1951 ·
1952 ·
1953 ·
1954 ·
1955 ·
1956 ·
1957 ·
1958 ·
1959 ·
1960 ·
1960 ·
1961 ·
1962 ·
1963 ·
1964 ·
1965 ·
1966 ·
1967 ·
1968 ·
1969 ·
1970 ·
1971 ·
1972 ·
1973 ·
1974 ·
1975 ·
1976 ·
1977 ·
1978 ·
1979 ·
1980 ·
1981 ·
1982 ·
1983 ·
1984 ·
1985 ·
1986 ·
1987 ·
1988 ·
1989 ·
1990 ·
1991 ·
1992 ·
1993 ·
1994 ·
1995 ·
1996 ·
1997 ·
1998 ·
1999 ·
2000 ·
2001 ·
2002 ·
2003 ·
2004 ·
2005 ·
2006 ·
2007 ·
2008 ·
2009 ·
2010 ·
2011 ·
2012 ·
2013 ·
2014 · 
2015 · 
2016 · 
2017 ·
2018 ·
2019 ·
2020 ·
2021 ·
2022
Albanië ·
Argentinië · 
Armenië ·
Australië ·
België ·
Bosnië en Herzegovina ·
Brazilië ·
Bulgarije ·
Canada ·
Chili ·
Colombia ·
Congo-Kinshasa ·
Costa Rica ·
Cyprus ·
DDR ·
Denemarken ·
Duitsland ·
Ecuador ·
Egypte ·
Engeland ·
Estland ·
Faeröer ·
Finland ·
Frankrijk ·
Georgië ·
Gibraltar · 
GOS ·
Griekenland ·
Hongarije ·
Ierland ·
IJsland ·
Iran ·
Israël ·
Italië ·
Japan ·
Joegoslavië ·
Kazachstan ·
Kroatië ·
Letland ·
Liechtenstein ·
Litouwen ·
Luxemburg ·
Malta ·
Marokko ·
Mexico ·
Moldavië ·
Nederland ·
Nieuw-Zeeland ·
Nigeria · 
Noord-Ierland ·
Noord-Macedonië ·
Noorwegen ·
Oekraïne ·
Oostenrijk ·
Paraguay ·
Peru ·
Polen ·
Portugal ·
Qatar ·
Roemenië ·
Rusland ·
San Marino ·
Saoedi-Arabië ·
Servië ·
Slovenië ·
Slowakije · 
Sovjet-Unie ·
Spanje ·
Trinidad en Tobago · 
Tsjechië ·
Tsjecho-Slowakije ·
Turkije · 
Uruguay ·
Verenigde Staten ·
Wales ·
Wit-Rusland ·
Zuid-Afrika ·
Zuid-Korea ·
Zweden ·
Zwitserland
Engeland (2021) · 
Kroatië (2021) · 
Nieuw-Zeeland (1982) · 
Tsjechië (2021)